# Woman in Love: A Story of Madame Bovary
Woman in Love är en pornografisk film från 1978 regisserad av Kemal Horulu.

## Handling
Christine är en sexuellt frusterad kvinna med en man som arbetar för mycket. Hon får jobb hos en kvinna och introduceras i en annan livsstil med sexuella möjligheter som får henne att inse att hennes lycka är utan sin make.

## Om filmen
Filmen är inspelad på Manhattan.

## Rollista
- Laurien Dominique – Christine Warren
- Vanessa del Rio – Simone Foster
- Samantha Fox – Linda
- Paul Thomas – Georgio De Stefano
- Robert Kerman – Alex Warren
- Veronica Hart – Erics modell
- Ron Jeremy – Eric Crandall

### Webbkällor
- Woman in Love: A Story of Madame Bovary på Internet Movie Database (engelska)